# KSV Oudenaarde
Koninklijke Sport Vereneging Oudenaarde w skrócie KSV Oudenaarde – belgijski klub piłkarski, grający niegdyś w drugiej lidze belgijskiej, a obecnie w czwartej lidze, mający siedzibę w mieście Oudenaarde.

## Historia
Klub został założony w 1919 roku jako Sport Vereneging Audenaerde (SV Audenaerde) i powstał on w wyniku fuzji SK Aldenardia z FC Audenarais. W 1951 roku klub przemianowano na KSV Oudenaarde. Klub spędził 5 sezonów na poziomie drugiej ligi i 41 na poziomie trzeciej ligi. 

## Stadion
Domowe mecze klub rozgrywa na stadionie o nazwie Burgemeester Thienpontstadion, położonym w mieście Oudenaarde. Stadion może pomieścić 2000 widzów.

## Reprezentanci kraju grający w klubie
Stan na listopad 2021
| - Nico Broeckaert - Sandy Martens - Luc Sanders - François Van Den Eynde | - Marcos Conigliaro - Ode Thompson - Allan Kimbaloula |